# Španska gripa
Pandemija španske gripe, poznane tudi kot La Grippe Espagnole ali La Pesadilla je bila nenavadno huda in smrtonosna oblika aviarne influence, virusne kužne bolezni, ki je v približno letu dni od 1918 do 1919 pobila okrog 50 do 100 milijonov ljudi po vsem svetu. Domnevajo, da je bila ena najbolj smrtnih pandemij v dosedanji človeški zgodovini. Povzročil jo je tip H1N1 virusa influence, ki je podoben današnjim povzročiteljem ptičje gripe, predvsem H5N1 in H5N2.
Španska gripa je povzročila veliko več smrti kot sama prva svetovna vojna in je morda tudi prispevala k njenemu koncu. Okužilo se je približno 500 milijonov ljudi, od tega jih je umrlo vsaj 20 do 40 milijonov ljudi, po nekaterih ocenah celo do 100 milijonov. Zavezniki v prvi svetovni vojni so bolezen imenovali »španska gripa« predvsem zato, ker je bila v Španiji deležna mnogo večje medijske pozornosti kot drugje, saj Španija v vojni ni sodelovala in tako ni bilo vojne cenzure. Čeprav se virus zagotovo ni razvil v Španiji, je bila država hudo prizadeta, z okrog 8 milijoni okuženih maja 1918.